# سانکشوار
سانکشوار (به انگلیسی: Sankeshwar) یک منطقهٔ مسکونی در هند است که در بخش بلاگاوی واقع شده‌است. سانکشوار ۸۹٬۶۲۷ نفر جمعیت دارد و ۶۳۸ متر بالاتر از سطح دریا واقع شده‌است.